# Бабайківська волость
Бабайківська волость — адміністративно-територіальна одиниця Новомосковського повіту Катеринославської губернії. 
|                     | Площа, десятин | У тому числі орної, десятин |
| ------------------- | -------------- | --------------------------- |
| Сільських громад    | 7736           | 5210                        |
| Приватної власності | —              | —                           |
| Іншої власності     | 115            | 70                          |
| Загалом             | 7851           | 5280                        |

У складі було 3 поселення, 2 громади. Населення — 3937 осіб (1931 осіб чоловічої статі і 2006 — жіночої), 709 дворових господарств. 
Найбільші поселення волості:
- Бабайківка — слобода над річкою Оріль, 2673 осіб, православна церква,
- Підкряжно-Надхівське — селище при озері Солоне озеро (лиман), 1210 осіб
 (на 1911 р. Преображенська волость).

Станом на 1911 рік поселення:
- Бабайківка та

- х-ри Новостроївські

- Оленівка
- Гнатівка (Брадщина)
- Завровка (Савранка)
- Березівка
- Яризівка (Яризівка 1)
- Іванівка 1
- Ненадівка і

- Натальїн Бережок